# Martín Gill
Martín Rodrigo Gill (Villa María, 30 de junio de 1973)[cita requerida] es un abogado, docente y dirigente político argentino, oriundo de la localidad de Villa María y perteneciente al Partido Justicialista. Desde diciembre de 2015 hasta diciembre de 2023 se desempeñó como intendente de la ciudad de Villa María.

## Biografía
Nació en el barrio Ameghino, en la ciudad de Villa María, siendo su padre metalúrgico y su madre docente. Miembro de la Iglesia Católica. Se recibió de abogado en la Universidad Católica de Córdoba, es profesor universitario en la Universidad Nacional de Villa María, Universidad Tecnológica Nacional y Universidad Católica.[cita requerida]

## Inicios en política
Militó en la Acción Católica Argentina (ACA), al punto de ser el responsable de la sección juvenil y de alcanzar la Presidencia de la entidad a nivel de la Diócesis de Villa María.

## Primeros Cargos Electos
- Integrante del Ente de Control de Servicios Públicos y de la Junta Electoral Municipal para las elecciones de Centros Vecinales.
- Presidente del Concejo Deliberante.[2]
- 2003 Intendente interino (durante seis meses ante el pedido de licencia de Eduardo Accastello para ocupar un cargo en el gabinete provincial).
- Miembro de Fundación RAP desde 2002 (Red de Acción Política). Titular del Consejo Departamental, Departamento Gral. San Martín del Partido Justicialista (Distrito Córdoba), electo en comicios internos el  24/04/16.[cita requerida]

#### Secretario de Gobierno
- 2003- 2007 Secretario de Gobierno de la Municipalidad de Villa María durante la gestión de Nora Bedano.[cita requerida]

#### Cargos Universitarios
- 2007 Rector UNVM obtuvo casi un 70% de los votos emitidos, convirtiéndose con 34 años en el Rector más joven del país.
- 2011 Rector de la UNVM.
- 2012 Presidente del Consejo Interuniversitario Nacional, entidad que nuclea a los rectores de las universidades estatales (durante tres periodos consecutivos).

#### Secretario de Políticas Universitarias de la Nación
- 2012 Secretario de Políticas Universitarias de la Nación.

#### Diputado Nacional
- Diputado Nacional en 2013, a través de la fórmula encabezada por quien fue rectora de la Universidad Nacional de Córdoba, Carolina Scotto.[3]

#### Intendente de Villa María
- 2015 Intendente de Villa María.[4]
- 2019 Intendente de Villa María.[5]

#### Secretario de Obras Públicas de la Nación
- 2020 Secretario de Obras Públicas de la Nación: En 2020 y con el inicio de la presidencia de Alberto Fernández, comenzó a integrar el Ministerio de Obras Públicas de la Nación, para ello solicitó una licencia de 180 días como intendente de la localidad, el cual fue aprobado por los concejales, con el fin de incorporarse a su nuevo cargo en la cartera encabezada por Gabriel Katopodis.[6]
- 2021 Intendente de Villa María: regresa a la intendencia luego de que el concejo deliberante de dicha ciudad rechazara su licencia en el cargo.[7]

#### Ministro de Cooperativas de la provincia de Córdoba
Asumió como ministro del gobernador Llaryora en 2023.
El 14 de noviembre de 2024 el ministro Martín Gill presentó su renuncia al cargo, volviendo en la actualidad a las tareas académicas en la Universidad Nacional de Villa María